# Bhagat Singh Koshyari
Bhagat Singh Koshyari (abweichende Schreibweise: Bhagat Singh Koshiyari; * 17. Juni 1942 in Palnadura, Distrikt Almora, United Provinces, Britisch-Indien) ist ein indischer Politiker der Bharatiya Janata Party (BJP), der sowohl Mitglied der Rajya Sabha, des Oberhauses des indischen Parlaments, als auch Mitglied der Lok Sabha, des Unterhauses des Parlaments, war. Er war zwischen 2000 und 2001 außerdem Chief Minister von Uttaranchal und ist seit 2019 Gouverneur von Maharashtra sowie seit 2020 auch Gouverneur von Goa.

## Leben

### Chief Minister von Uttaranchal und Rajya Sabha-Mitglied
Bhagat Singh Koshyari, Sohn von Gopal Singh Koshyari und Motima Devi, absolvierte nach dem Schulbesuch ein Studium im Fach Englische Literatur am Almora College, das er mit einem Master of Arts (M.A. English Literature) beendete. Er war danach als Journalist tätig und begann sein politisches Engagement für die Bharatiya Janata Party (BJP) erst Ende der 1990er Jahre. Er wurde 1997 Mitglied des Legislativrates (Legislative Council), des Oberhauses des Parlaments des Bundesstaates Uttar Pradesh, dem er bis 2000 angehörte. Während dieser Zeit war er von 1997 bis 1999 Mitglied des Petitionsausschusses. Nachdem der Bundesstaat Uttaranchal am 9. November 2000 aus einer Abspaltung des Bundesstaates Uttar Pradesh entstand, wurde er im November 2000 Mitglied der Legislativversammlung (Legislative Assembly), des Unterhauses dieses neuen Bundesstaates, und gehörte diesem als Vertreter der BJP für zwei Legislaturperioden bis November 2008 an. In der ersten Regierung dieses Bundesstaates unter Leitung von Chief Minister Nityanand Swami fungierte er zwischen November 2000 und Oktober 2001 als Minister für Parlamentarische und Legislative Angelegenheiten sowie als Minister für Energie und Bewässerung.
Als Nachfolger von Nityanand Swami übernahm Koshyari am 30. Oktober 2001 schließlich selbst das Amt als Chief Minister von Uttaranchal. Er bekleidete dieses bis zum 2. März 2002, woraufhin Narayan Dutt Tiwari vom Indischen Nationalkongress (INC) seine Nachfolge antrat. Bei den vorausgegangenen Wahlen zur Legislativversammlung vom 14. Februar 2002 hatte der INC mit 36 der 70 Sitze eine absolute Mehrheit erhalten, während die BJP von Koshyari nur noch 19 Sitze und die Bahujan Samaj Party (BSP) als drittstärkste Kraft 7 Mandate erhielt. Koshyari kündigte daraufhin am 24. Februar 2002 seinen Rücktritt an. Er selbst war daraufhin zwischen März 2002 und November 2008 als Leader of the Opposition Oppositionsführer
Nach seinem Ausscheiden aus der Legislativversammlung wurde Bhagat Singh Koshyari im November 2008 als Vertreter des am 1. Januar 2007 in Uttarakhand umbenannten Bundesstaates Uttaranchal Mitglied der Rajya Sabha, des Oberhauses des indischen Parlaments, und gehörte diesem bis Mai 2014 an. Während seiner Mitgliedschaft in der Rajya Sabha war er zwischen 2009 und 2014 Vorsitzender des Petitionsausschusses sowie zugleich Mitglied des Ständigen Ausschusses für Energie.

### Lok Sabha-Mitglied, Gouverneur von Maharashtra und Goa
Bei der Wahl vom 7. April 2014 bis zum 12. Mai 2014 wurde Koshyari für die BJP im Wahlkreis Nainital-Udhamsingh Nagar auch zum Mitglied der Lok Sabha gewählt, des Unterhauses des Parlaments. Er gehörte diesem bis zur Wahl zwischen dem 11. April 2019 und dem 19. Mai 2019 an. In dieser 16. Legislaturperiode zwischen dem September 2014 und Mai 2019 Vorsitzender des Petitionsausschusses sowie Mitglied des Ethikausschusses und des Ständigen Ausschusses für Energie. Des Weiteren war er Mitglied des Beratungsausschusses des Ministeriums für Umwelt, Forstwirtschaft und Klimawandel sowie der Nationale Plattform zur Reduzierung des Katastrophenrisikos NPDRR (National Platform for Disaster Risk Reduction). Ferner wurde er am 29. Januar 2015 auch noch Mitglied des Ausschusses für allgemeine Angelegenheiten.
Nach seinem Ausscheiden aus der Lok Sabha löste Bhagat Singh Koshyari am 5. September 2019 C. Vidyasagar Rao als Gouverneur von Maharashtra ab und wurde in diesem Amt am 5. September 2019 formell vereidigt. Nachdem Satya Pal Malik zum Gouverneur von Meghalaya ernannt worden war, übernahm Koshyari am 18. August 2020 zusätzlich (Additional Charge) das Amt als Gouverneur von Goa und wurde als solcher am darauf folgenden 19. August 2020 vereidigt.